# Urmas Paet
Urmas Paet, né à Tallinn le 20 avril 1974, est un homme politique estonien, membre du Parti de la réforme d'Estonie (ER), actuellement député au Parlement européen. Il est ministre des Affaires étrangères du 13 avril 2005 au 3 novembre 2014.

## Vie professionnelle

### Formation académique
Il étudie à l'université de Tartu, dont il est licencié en science politique depuis 1996. Il commence par la suite un master dans le même domaine, sans toutefois le terminer.
Par ailleurs, il suit une formation complémentaire à l'université d'Oslo en relations internationales.

### Carrière
Urmas Paet commence son activité de journaliste en mai 1991 comme journaliste de la rédaction internationale de la Radio estonienne. Il reste à ce poste pendant un an, puis passe, de mars 1993 à septembre 1994, à la rédaction nationale.
En septembre 1994, il intègre la direction du journal Postimees comme reporter. Quatre ans plus tard, il devient coordinateur de la rédaction et journaliste politique. Il quitte le journalisme en octobre 1999, à la suite de sa nomination comme conseiller du Parti de la réforme (ER).

## Activité politique

### Élu local de la capitale estonienne
De novembre 1999 à avril 2003, il occupe le poste de chef du district de Nõmme, à Tallinn.

### Un très jeune ministre
Il est nommé ministre de la Culture dans le gouvernement de Juhan Parts le 10 avril 2003. Deux ans plus tard, la coalition de Parts chute et Urmas Paet devient ministre des Affaires étrangères le 13 avril 2005 dans le premier cabinet d'Andrus Ansip. Il est reconduit à ce poste dans le gouvernement Ansip II, formé le 5 avril 2007, un mois après les élections législatives, puis dans le gouvernement Ansip III en 2011.
En novembre 2014, Urmas Paet quitte ses fonctions pour remplacer Andrus Ansip, devenu vice-président de la Commission européenne, au Parlement européen.

### Député européen

#### Deuxième mandat (depuis 2019)
Elu de la 9e législature du Parlement européen, il est membre du groupe Renew Europe.
Vice-président de la commission des affaires étrangères, il est membre de la Sous-commission sécurité et défense du Parlement européen, de la délégation à la commission parlementaire mixte UE-Chili, de la délégation pour les relations avec les pays de l'Asie du Sud-Est et l'Association des nations de l'Asie du Sud-Est et de la délégation à l'Assemblée parlementaire euro-latino-américaine.
Il est membre suppléant de la commission du commerce international, de la commission spéciale sur l’ingérence étrangère, y compris la désinformation,  et de la délégation pour les relations avec le Japon.
Il est rapporteur du Parlement européen pour le rapport sur l'état des capacités de cyberdéfense de l’Union.

## Vie privée et familiale
Il est marié et père de trois enfants : Sylvia (née en 2001), Olivia, née en 2004 et Emilia (née en 2013).
Il parle, outre l'estonien, l'anglais, l'allemand, le finnois et russe.

## Prix et distinctions
- Ordre du Blason national d'Estonie de troisième classe, 2012